# Abgeordnetenhaus di Berlino
L'Abgeordnetenhaus di Berlino (“Camera dei parlamentari di Berlino”) è l'assemblea legislativa monocamerale della città-stato tedesca di Berlino. Ha sede nell'edificio in cui fino al 1934 aveva sede la Camera dei rappresentanti prussiana, camera bassa del Preußischer Landtag.

## Storia
La Abgeordnetenhaus di Berlino fu istituita dalla costituzione berlinese del 1950, in sostituzione del Consiglio comunale 
(Stadtverordnetenversammlung), era stata creata inizialmente nel 1808 dalla Riforma prussiana e ripristinata dagli alleati nel 1946 dopo essere stato soppressa dal nazismo.
Tuttavia, fino al 1991 la Abgeordnetenhaus aveva una giurisdizione limitata sia per territorio poiché il suo potere era limitato a Berlino Ovest, sia per legislazione dal momento che tutte le leggi che venivano votate, come l'elezione dei Sindaci-governatori o dei senatori, erano subordinati alla conferma dei rappresentanti delle potenze occupanti la Germania Ovest (Stati Uniti, Regno Unito e Francia).

## Funzioni
Oltre alla sua funzione legislativa, la Abgeordnetenhaus elegge il sindaco di Berlino e ha anche il compito fondamentale di controllare le attività del Senato di Berlino e il controllo di bilancio.

## Elezioni
La Abgeordnetenhaus viene eletta ogni cinque anni tramite elezioni generali con un sistema proporzionale. Vengono eletti 130 rappresentanti, 78 vengono eletti direttamente nelle Circoscrizioni elettorali dei distretti di Berlino e 52 eletti indirettamente da liste della Land o del distretto.

## Presidenti
| Nome                 | Partito | Periodo                             |
| -------------------- | ------- | ----------------------------------- |
| Otto Suhr            | SPD     | 11 gennaio 1951 – 11 gennaio 1955   |
| Willy Brandt         | SPD     | 11 gennaio 1955 – 2 ottobre 1957    |
| Kurt Landsberg       | SPD     | 19 ottobre 1957 – 4 marzo 1958      |
| Willy Henneberg      | SPD     | 20 marzo 1958 – 17 settembre 1961   |
| Otto Friedrich Bach  | SPD     | 29 settembre 1961 – 6 aprile 1967   |
| Walter Sickert       | SPD     | 6 aprile 1967 – 24 aprile 1975      |
| Peter Lorenz         | CDU     | 24 aprile 1975 – 10 dicembre 1980   |
| Heinrich Lummer      | CDU     | 10 dicembre 1980 – 11 giugno 1981   |
| Peter Rebsch         | CDU     | 11 giugno 1981 – 2 marzo 1989       |
| Jürgen Wohlrabe      | CDU     | 2 marzo 1989 – 11 gennaio 1991      |
| Hanna-Renate Laurien | CDU     | 11 gennaio 1991 – 30 novembre 1995  |
| Herwig Haase         | CDU     | 30 novembre 1995 – 18 novembre 1999 |
| Reinhard Führer      | CDU     | 18 novembre 1999 – 29 novembre 2001 |
| Walter Momper        | SPD     | 29 novembre 2001 – 27 ottobre 2011  |
| Ralf Wieland         | SPD     | 27 ottobre 2011 — 4 novembre 2021   |
| Dennis Buchner       | SPD     | 4 novembre 2021 — 16 marzo 2023     |
| Cornelia Seibeld     | CDU     | 16 marzo 2023 —                     |